# كريستوفر كارتر
كريستوفر كارتر (9 سبتمبر 1997 في الصين - ) هو لاعب كريكت صيني. شارك مع منتخب هونغ كونغ للكريكت.

## وصلات خارجية
- كريستوفر كارتر على موقع إي آس بي آن كريك إنفو (الإنجليزية)